# Karl Fredrik Virtanen
Karl Fredrik Virtanen (født 15. november 1971 i Motala) er en sverigefinsk kulturjournalist, klummeskribent på Aftonbladets lederside samt tv-vært i sit eget talkshow Studio Virtanen på svensk TV8 fra 2006 til 2011.
Efter folkehøjskoleuddannelsen ved Fridhems folkhögskola indledte Virtanen sin journalistiske karriere på Östgöta Correspondenten. Derfra kom han til Aftonbladet i 1994. Han har også været avisens New York-korrespondent i tre år. I flere år var han redaktør for fredagstillæget Puls. I september 2011 medvirkede Virtanen for første gang på Aftonbladets lederside, hvor han nu er uafhængig klummeskribent.
I 2016 debuterede Virtanen som forfatter til monologen Vapenvila, som havde premiere 19. august på Teatern under bron.
Han er gift og har børn med Karolina Ramqvist.
I 2017 blev han anklaget for sexovergreb. I februar 2018 blev det rapporteret at han havde skiftet navn til sin kones efternavn og nu hed Karl Fredrik Ramqvist. Politiet fandt ingen beviser herfor, og den svenske skuespillerinde, der anklagede ham, Cissi Wallin, anklages nu for ærekrænkelse.